# Запись «Машины времени» в доме культуры Автодормехбазы № 6
За́пись в до́ме культу́ры Автодормехба́зы № 6 — альбомная запись советской и российской рок-группы «Машина времени», подготовленная в студии дома культуры Автодормехбазы № 6 города Москвы весной 1978 года. Позволила музыкантам «сыграться» с духовой секцией, на тот момент только введённой в состав группы. Представляла собой репетицию перед записью музыкальной программы в студии ГИТИС летом 1978 года, впоследствии получившей бо́льшую известность и изданной как «номерной» альбом «Это было так давно…». Выдержана в стилях рок-н-ролл, прогрессив-рок, блюз.

## История
К моменту начала записи «Машина времени» не имела собственной постоянной репетиционной базы. По воспоминаниям Андрея Макаревича, «ютились мы в то время на территории красного уголка автодормехбазы № 6». Запись осуществлялась силами трио Макаревич—Маргулис—Кавагоэ вместе с духовой секцией — Евгений Легусов (кларнет, губная гармошка), Сергей Кузьминок (труба), — в марте 1978 года, в ночное время суток, «когда за окнами не ревели грузовики, и никто нами не интересовался». К этому моменту «Машина времени» уже накопила обширный музыкальный материал. Музыкальный журналист Михаил Марголис охарактеризовал репертуар группы этого периода следующим образом: "… Репертуар, все ещё исключительно усилиями Макаревича, пополнялся запоминающимися темами вроде скептической «Скажем прямо» [Имеется в виду песня «Я поверить был бы рад»], нахального «Гимна забору», буддистской «Люди в лодках», декадентской «Телегой» (к которой приложил руку и Маргулис), нравоучительным «Родным домом» и такой же «Самой тихой песней».
Звукорежиссурой и сведением занимался концертный звукооператор группы Игорь Клёнов. Как отмечал журналист Александр Кушнир, Клёнов "добыл несколько микрофонов и магнитофон. Макаревич принес из дома магнитофон Grundig TK-46, купленный им на первый гонорар за песню «Солнечный остров» [«Ты или я»], прозвучавшую в качестве музыкального сопровождения к популярному советскому кинофильму «Афоня».
Результаты выполненной работы сам А. Макаревич оценил позже следующим образом: «Получилось лучше, чем можно было ожидать». Менее определённо высказался Е. Маргулис. С его точки зрения, состоявшаяся сессия звукозаписи «мало чему» научила самих музыкантов: «Чисто познавательный процесс: как же всё-таки мы звучим со стороны? Запись показала, как мы замечательно поем и как мы замечательно играем».
Охарактеризовав данную запись как «прикидочную», А. Кушнир в книге «100 магнитоальбомов советского рока» отметил следующее: «Насколько бы незавершённой ни выглядела данная „репетиционка“, она позволила группе сыграться с духовой секцией и, что называется, почувствовать локоть друга. Демозапись тут же заняла достойное место в домашних фонотеках — в мире подпольного рока всё, что исходило от „Машины времени“, автоматически обладало знаком качества».
В магнитиздат запись попала в марте 1978 года и распространялась в двух вариантах: в первоначальном — в каком она была подготовлена в студии дома культуры, и в изменённом — с искусственным звуковым эффектом реверберации, полученным Кутиковым в студии Государственного института театрального искусства — ГИТИС летом 1978 года. Этим летом большую часть музыкального материала записи в доме культуры Автодормехбазы № 6 «Машина времени» перезаписала в учебной речевой студии ГИТИС (за исключением песен с порядковыми номерами 1, 2, 6—8, см. раздел «Список композиций»), с участием в качестве звукорежиссёра Александра Кутикова. В 1992 году перезаписанный музыкальный материал была издан в составе «номерного» альбома «Это было так давно…». Согласно некоторым источникам, запись в студии ГИТИС распространялась под неофициальным названием «День рождения». Вместе с тем, исследователи и поклонники творчества группы высказали мнение о том, что магнитоальбом, известный под названием «День рождения», на самом деле скомпилирован из записи, осуществлённой в доме культуры Автодормехбазы № 6.
С момента производства в 1978 году запись официально не издавалась.

## Список композиций
Автор всех песен, кроме отмеченных — А. Макаревич.
1. Вот что странно 03:02
2. Я поверить был бы рад 03:28
3. День рождения 03:55
4. Марионетки 03:58
5. Песня о капитане 04:31
6. Где найти подругу жизни (Е. Маргулис, С. Кавагоэ — Е. Маргулис) 03:24
7. Я думал 04:11
8. Битое стекло 02:42
9. Посвящение одному хорошему знакомому 03:18
10. Гимн забору 02:35
11. Песня о скрипаче, который играл на танцах 02:18
12. Штиль 03:48
13. Шок (Г. Барихновский — С. Данилов) 02:58
14. Девятый вал 04:44
15. Белый день 04:53
16. Блюз о безусловном вреде пьянства (Е. Маргулис — А. Макаревич) 03:48
17. Необычайно грустная песня, или Телега (Е. Маргулис — А. Макаревич) 02:33
18. Посвящение Стиви Уандеру 04:34
19. Песня солдата 02:54

## Описание композиций

#### Я поверить был бы рад
Определена Макаревичем как песня «про наши песни». Текст содержал аллюзии к другим известным композициям группы начала и середины 1970-х годов, в числе которых — «Белый день», «Наш дом», «В круге чистой воды», «День гнева».

#### Где найти подругу жизни
Написана Маргулисом совместно с Кавагоэ в период возникновения конфликта между двумя основателями группы — Макаревичем и Кавагоэ. Макаревич оценивал текст песни как слабый, упоминал о том, что пытался компенсировать эту слабость «нормальной игрой». Некоторое время композиция исполнялась на концертах, однако в конечном итоге в репертуаре группы не закрепилась. Сам Маргулис говорил о том, что песня была написана «не в пику Макару» [Макаревичу], а «исключительно как следствие очередной совместной попойки»: «Мы чего-то сидели пьяные, и я спокойно как-то написал слова. Это, по-моему, было первое моё произведение. Надёргал куски из макаровских песен, и получилась собственная вещь. Существует где-то её старая запись, и я даже не знаю, „Машина“ ли там играет. В упор не помню эту песню, поскольку считаю её абсолютно бездарной».

#### Я думал
Текст песни интерпретирован исследователем С. Толоконниковой с точки зрения идеи двоемирия лирического героя Макаревича. С этой позиции в песне выявляется настоятельная потребность героя уйти из чёрно-белого мира настоящего и отправиться на поиски цветного мира мечты, даже если стену между этими мирами потребуется «пробивать головой» (строфа «Ты снова забыл, что праздник кончен твой // И снова ты бьёшься в стену головой»).

#### Штиль
В трек-листе альбома «Это было так давно…» озаглавлена «Полный штиль». Критикой отнесена к числу ранних песен «Машины времени», содержащих социально-политический подтекст. Так, журналист Артемий Троицкий приводил её в пример композиций, «точно передававших болезненное настроение тех лет», в которой не на эмоциональном уровне, а словами выражены «чувства и мысли потерянного в трясине фальши и бездеятельности поколения». По мнению писателя Фёдора Раззакова, штиль в данном случае — указание на период «застоя». Такой подтекст, по Раззакову, позже был заложен также и в текст песни «За тех, кто в море», в которой «застой», как предполагается, сметается «с помощью» бури.

#### Шок
Написана ленинградскими музыкантами Сергеем Даниловым и Геннадием Барихновским — основателями известной в 1970-е годы рок-группы «Мифы». В репертуар «Машины времени» была включена в 1976 году, одновременно с приходом в группу одного из бывших участников «Мифов» — гитариста Юрия Ильченко, и исполнялась на концертах до 1978 года. Журналист Александр Кушнир определил жанр песни как ретро, указав на то, что она явилась «предвестником» будущих экспериментов группы в ретро-направлении, производившихся при активном участии Петра Подгородецкого (композиции «Ах, что за луна», «В Никитском ботаническом саду»).

#### Девятый вал
Критик А. Троицкий определил песню как антивоенную, журналист А. Кушнир — как «эпохальную» композицию, "впечатляющий прорыв за размер «четыре четверти». Из-за продолжительных духовых партий последний назвал её также «бенефисом духовой секции». Исследователь Станислав Свиридов на примере текста песни показал использование поэтического инструмента «линейного» преувеличения для создания гиперболических образов в рок-поэтике. Таким преувеличением являются большие круглые и (или) мифологизированные числа, «космические» обобщения: «Миллион бойцов, юных молодцов, // Дружно вознеслись в рай», «В сотый раз шла война // На целый белый свет, // Как девятый вал».

#### Песня солдата
Одна из первых песен А. Макаревича, написанная в 1971 году — в год восемнадцатилетия автора — и затрагивающая актуальную для этого возраста тему возникновения воинской обязанности. Сам Макаревич охарактеризовал её как одну из «радостных песенок», включённых в концертный репертуар группы после прихода и под непосредственным влиянием Александра Кутикова. И если ровесники музыкантов, как отмечал Макаревич, воспринимали данную композицию как ироническую, то старшее поколение относилось к песне более серьёзно, считая её патриотической. А. Троицкий приводил текст песни в пример произведения, подходящего только для «школьного КВН». В студии дома культуры Автодормехбазы № 6 была записана вторая версия «Песни солдата». Впервые композицию записали ещё в начале 1970-х годов — см. «Записи „Машины времени“ в Государственном доме радиовещания и звукозаписи».

## Участники записи
| «Машина времени»: - Андрей Макаревич — вокал, гитары; - Евгений Маргулис — вокал, бас-гитара; - Сергей Кавагоэ — ударные; - Евгений Легусов — кларнет, губная гармошка; - Сергей Кузьминок — труба. | Технический персонал: - Игорь Клёнов — звукорежиссёр; - Ованес Мелик-Пашаев — звукорежиссёр. |  |